# Rère
El Rère es un río de Francia que corre en la región del Centro-Valle del Loira. Tiene su origen en la comuna de Presly, inicialmente drena hacia el noroeste, luego gira de sudoeste a oeste y después de 53 kilómetros desemboca en el Sauldre como afluente izquierdo en la comuna de Villeherviers, justo al este de Romorantin-Lanthenay. En su camino, el Rère cruza los departamentos de Cher y Loir-et-Cher.

## Lugares en el río
- Presly
- Ménétréol-sur-Sauldre
- Nançay
- Theillay